# Anders Hedberg
Anders Hugo Hedberg (* 25. Februar 1951 in Örnsköldsvik) ist ein ehemaliger schwedischer Eishockeyspieler, der von 1974 bis 1985 für die New York Rangers in der National Hockey League und die Winnipeg Jets in der World Hockey Association spielte.

## Karriere

### Als Spieler
In Schweden spielte er für den MoDo Hockeyklubb in Örnsköldsvik und wurde mit 17 Jahren 1969 erstmals zur Nationalmannschaft eingeladen, musste jedoch wegen seines Studiums ablehnen. 1970 kam er dann zu seinen ersten internationalen Einsätzen und konnte überzeugen.
Mit der schwedischen Eishockeynationalmannschaft spielte er bei den Weltmeisterschaften 1970, 1972, 1973 und 1974 und konnte dabei je zweimal die Silber- und Bronzemedaille gewinnen. In Schweden war er inzwischen zu Djurgårdens IF gewechselt.
Im Sommer 1974 ging er nach Nordamerika. In der National Hockey League waren Europäer noch die Ausnahme, doch in der noch jungen World Hockey Association waren Spieler aus Skandinavien auf dem Vormarsch. Bei den Winnipeg Jets spielte er gemeinsam mit seinem Landsmann Ulf Nilsson in einer Reihe mit dem legendären Bobby Hull. Die drei bildeten eine der stärksten Sturmreihen der WHA. Er wurde in seiner ersten Saison als bester Rookie ausgezeichnet. In den kommenden Jahren war er immer unter den besten Scorern der WHA und konnte die 100 Punkte aus seiner ersten Saison in den folgenden drei Spielzeiten übertreffen.
Zur Saison 1978/79 wechselte er gemeinsam mit Ulf Nilsson in die NHL zu den New York Rangers. Auch dort konnte er überzeugen und war in seinen ersten drei Jahren zweimal Topscorer. Er vertrat die NHL beim Challenge Cup 1979. Die Saison 1981/82 verpasste er verletzungsbedingt fast vollständig. In seiner letzten NHL-Saison 1984/85 spielte er im NHL All-Star Game und wurde als erster Europäer mit der Bill Masterton Memorial Trophy ausgezeichnet.

### Als Funktionär
Zwischen 1991 und 1997 war Hedberg als Scout bei den Toronto Maple Leafs beschäftigt. Anschließend war er zwei Jahre lang Assistenz-General-Manager des Franchise. 2000 wurde er zum General Manager des schwedischen Nationalteams ernannt und übte diese Funktion zwei Jahre lang aus. So nahm er mit dem Nationalteam an zwei Weltmeisterschaften und den Olympischen Winterspielen 2002 teil. Zwischen 2002 und 2007 war er Direktor für Spieler-Entwicklung bei den Ottawa Senators. Anschließend wurde er Chef-Scout für Europa für die New York Rangers.
Im Rahmen der Eishockey-Weltmeisterschaft der Herren 1997 wurde er mit der Aufnahme in die IIHF Hall of Fame geehrt. Im Februar 2012 wurde er zudem in die Schwedische Eishockey-Ruhmeshalle aufgenommen.

## Erfolge und Auszeichnungen
| - 1969 Schwedischer Juniorenspieler des Jahres - 1970 Schwedischer Juniorenspieler des Jahres - 1975 Lou Kaplan Trophy - 1975 WHA Second All-Star Team - 1976 Gewinn der AVCO World Trophy (Meister der WHA) - 1976 WHA First All-Star Team - 1976 Bester Torschütze in den WHA Playoffs - 1977 Bester Torschütze in der regulären WHA Saison - 1977 WHA First All-Star Team | - 1978 Gewinn der AVCO World Trophy - 1978 WHA Second All-Star Team - 1980 Viking Award (Bester schwedischer NHL-Spieler) - 1985 Bill Masterton Memorial Trophy - 1985 Teilnahme am NHL All-Star Game - 1997 Aufnahme in die IIHF Hall of Fame - 2012 Aufnahme in die Schwedische Eishockey-Ruhmeshalle |

### International
| - 1968 Bronzemedaille bei der U19-Europameisterschaft - 1969 Silbermedaille bei der U19-Europameisterschaft - 1970 Bronzemedaille bei der U19-Europameisterschaft - 1970 Bester Stürmer der U19-Europameisterschaft | - 1970 Silbermedaille bei der Weltmeisterschaft - 1972 Bronzemedaille bei der Weltmeisterschaft - 1973 Silbermedaille bei der Weltmeisterschaft - 1974 Bronzemedaille bei der Weltmeisterschaft |

## Karrierestatistik

### International
(Legende zur Spielerstatistik: Sp oder GP = absolvierte Spiele; T oder G = erzielte Tore; V oder A = erzielte Assists; Pkt oder Pts = erzielte Scorerpunkte; SM oder PIM = erhaltene Strafminuten; +/− = Plus/Minus-Bilanz; PP = erzielte Überzahltore; SH = erzielte Unterzahltore; GW = erzielte Siegtore; 1 Play-downs/Relegation; Kursiv: Statistik nicht vollständig)